# Joseph Patrick Haverty
Joseph Patrick Haverty RHA (1794 – 27 de julio de 1864) fue un pintor irlandés. 

## Biografía
Nacido en la ciudad de Galway, Haverty obtuvo el reconocimiento por primera vez en 1814 después de enviar una pintura a la Sociedad de Artistas de Hibernia. Su obra de 1844, The Limerick Piper, se convirtió en una de las litografías más famosas del siglo XIX. La obra retrata a Patrick O'Brien, un gaitero ciego gaélico de Labasheeda, popularizado por la pintura de Haverty. Pintó escenas de género, paisajes y retratos, un buen ejemplo de este último presenta a Daniel O'Connell. Haverty murió de edema el 27 de julio de 1864 después de una larga enfermedad, y fue enterrado en el cementerio de Glasnevin. En noviembre de 2003, una de las pinturas de Haverty se vendió por el precio récord de 227,000 € en una de las subastas de arte irlandés de Christie's.
Su hermano fue el autor, Martin Haverty.